# Palazzo Como
Il palazzo Como o Cuomo è un palazzo rinascimentale sito lungo via Duomo a Napoli. Dal 1888 è sede del Museo civico Gaetano Filangieri.

## Storia
L'edificazione del palazzo si registra già a partire dal 1404, anche se le prime notizie risalgono al 1451 quando Giovanni Como, in occasione di un acquisto di un edificio retrostante la sua proprietà appartenente ad Angelo Ferrajolo, così che si potesse allungare il corpo di fabbrica sul versante meridionale. Quando subentrò nella proprietà il mercante napoletano, Angelo Como, probabilmente figlio di Giovanni, continuarono gli acquisti di suoli di proprietà adiacenti a cui fecero seguito altri lavori di adeguamento del palazzo. In quest'occasione furono chiamati a lavorare numerosi artisti e operai addetti alla fabbrica che si occuparono di rivestire le strutture con piperno e marmo. Al 1473 il palazzo fu quindi ultimato nello stile simile a quello del palazzo Diomede Carafa; tuttavia nello stesso anno si registrano ulteriori atti di compravendita tra Angelo Como e la vicina confraternita di San Severo al Pendino, di cui faceva parte proprio Diomede I Carafa, con i quali il mercante intese ampliare le sue proprietà. Altre espansioni si sono avute poi nel 1488 quando Alfonso II, duca di Calabria, che dimorava nel pressoché vicino Castel Capuano e il cui segretario di fiducia era Leonardo Como, figlio di Angelo, donò al proprietario del palazzo altri spazi e proprietà in zona appartenenti ad un certo Francesco Scannasorice, consentendogli così di completare l'edificazione dell'edificio. Nello stesso anno poi, altri acquisti interessarono le proprietà che occupavano lo spazio meridionale del corpo di fabbrica, con lo scopo di demolirle e quindi di lasciare aperta la veduta verso il mare della città. Tutte queste fasi di forte sviluppo del cantiere furono eseguite seguendo un progetto attribuito a Giuliano da Maiano, il quale sarebbe stato chiamato all'opera dallo stesso Angelo Como su suggerimento del duca di Calabria, o comunque di un suo seguace, su tutti individuabile in Antonio Fiorentino della Cava, in quegli anni molto attivo nel napoletano alla corte dello stesso duca di Calabria. Al 1490 quindi risalgono i pagamenti fatti dal Como agli scalpellini toscani Ziattino di Benozzis da Settignano, Francesco di Filippo e Domenico de Felice per l'esecuzione di finestre, porte e altri elementi decorativi vari dell'edificio.
Al 1504 risale l'insediamento accanto al palazzo dei frati domenicani; così nel 1587 l'edificio venne ceduto all'adiacente chiesa di San Severo al Pendino e pertanto riadattato da Giovan Giacomo Di Conforto e riutilizzato come chiostro dallo stesso complesso religioso.

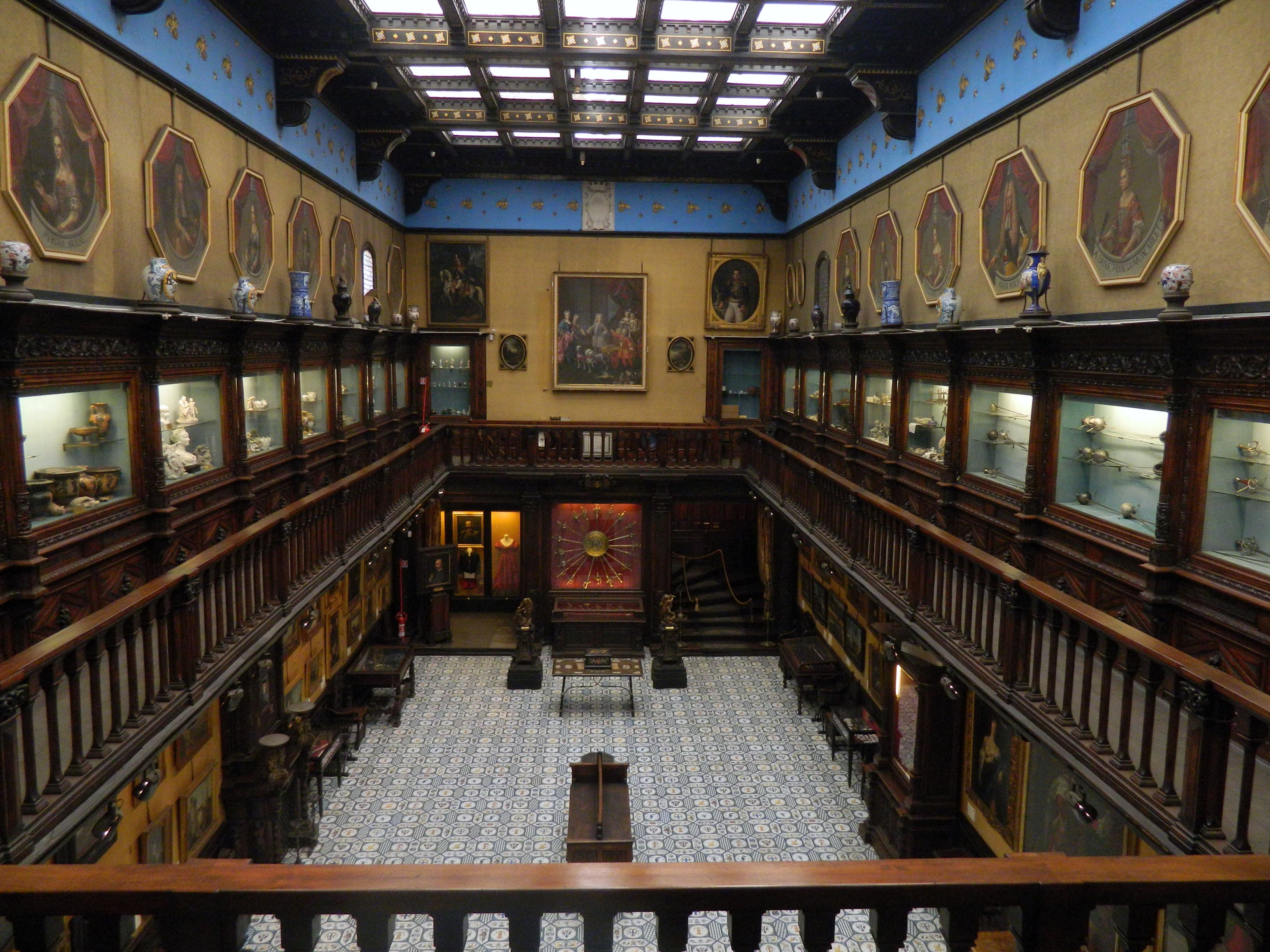
Vista della sala Agata, ottenuta dopo i lavori di adeguamento ottocenteschi per esporre la collezione privata di Gaetano Filangieri junior

Successivamente, nel 1806, con la soppressione napoleonica di alcuni ordini religiosi, il palazzo divenne dapprima fabbrica di birra, gestita dall'austriaco Antonio Mennel, mentre altri locali dell'edificio furono adibiti ad archivio del Regno delle Due Sicilie e in seguito, dal 1823, venne affidato agli ordini monastici fino alla loro nuova espulsione avvenuta nel 1867, quando poi con la nuova destinazione d'uso assunse scopi municipali.
Tra il 1879 e il 1882 ci fu un aspro dibattito sulla demolizione del palazzo a causa della realizzazione dell'allargamento di via Duomo, a seguito dell'opera di riqualificazione urbana conosciuta come Risanamento di Napoli: molti furono gli intellettuali che si opposero alla demolizione dell'edificio, tra questi Gaetano Filangieri junior, principe di Satriano e nipote di Gaetano Filangieri, che lo acquistò nel 1883 con lo scopo di custodirne l'integrità. Risultato di questa diatriba fu che l'edificio venne arretrato di venti metri rispetto alla posizione originaria, con lo "smontamento" e la ricostruzione dell'intera struttura affidata agli ingegneri Antonio Francesconi ed Enrico Albarella; la stessa sorte non toccò alla contigua chiesa di San Severo al Pendino, che fu accorciata perdendo la facciata barocca e due cappelle per lato, mentre la dirimpettaia chiesa di San Giorgio Maggiore vide invece demolirsi del tutto un'intera navata laterale della struttura. Durante questi lavori di adeguamento urbano, inoltre, vennero rifatti gli interni che oggi assumono un aspetto eclettico rispetto all'architettura dell'intero fabbricato.
Con lo scopo di rivalorizzare lo storico edificio, dopo la ricostruzione il palazzo divenne la sede della raccolta privata di opere d'arte di Gaetano Filangieri iunior. Nacque così l'attuale Museo civico Gaetano Filangieri, inaugurato nel 1888.
Durante la seconda guerra mondiale il palazzo, chiuso al pubblico, fu uno dei monumenti cittadini scampati ai bombardamenti alleati; riapri poi a partire dal 1948 e fino al 1999, quando fu chiuso per lavori di restauro che durarono circa tredici anni, riaprendo poi definitivamente il 22 luglio 2012.

## Descrizione
L'antico palazzo era un prezioso esempio di architettura rinascimentale. Il progetto di ricostruzione, affidato a tre architetti non napoletani, portò però alla realizzazione di un edificio in stile toscano in una terra dove all'epoca, seppur l'architettura tendeva ad assumere connotati locali, legati allo stile gotico, spesso confluivano anche tendenze importate da altre culture, tra cui quella di matrice toscana: sono questi i casi dei coevi palazzi Orsini di Gravina, Diomede Carafa e del Panormita. A tal proposito in una visita a Napoli fatta nel 1879 dallo storico dell'arte Gustavo Fizzoni, il palazzo viene descritto con le seguenti parole: «[…] Quivi di un tratto ci si offre alla vista una mole imponente di un palazzo massiccio a rustiche bozze e di stile da richiamarci senz'altro alla mente i caratteristici palazzi di Firenze e Siena […]».

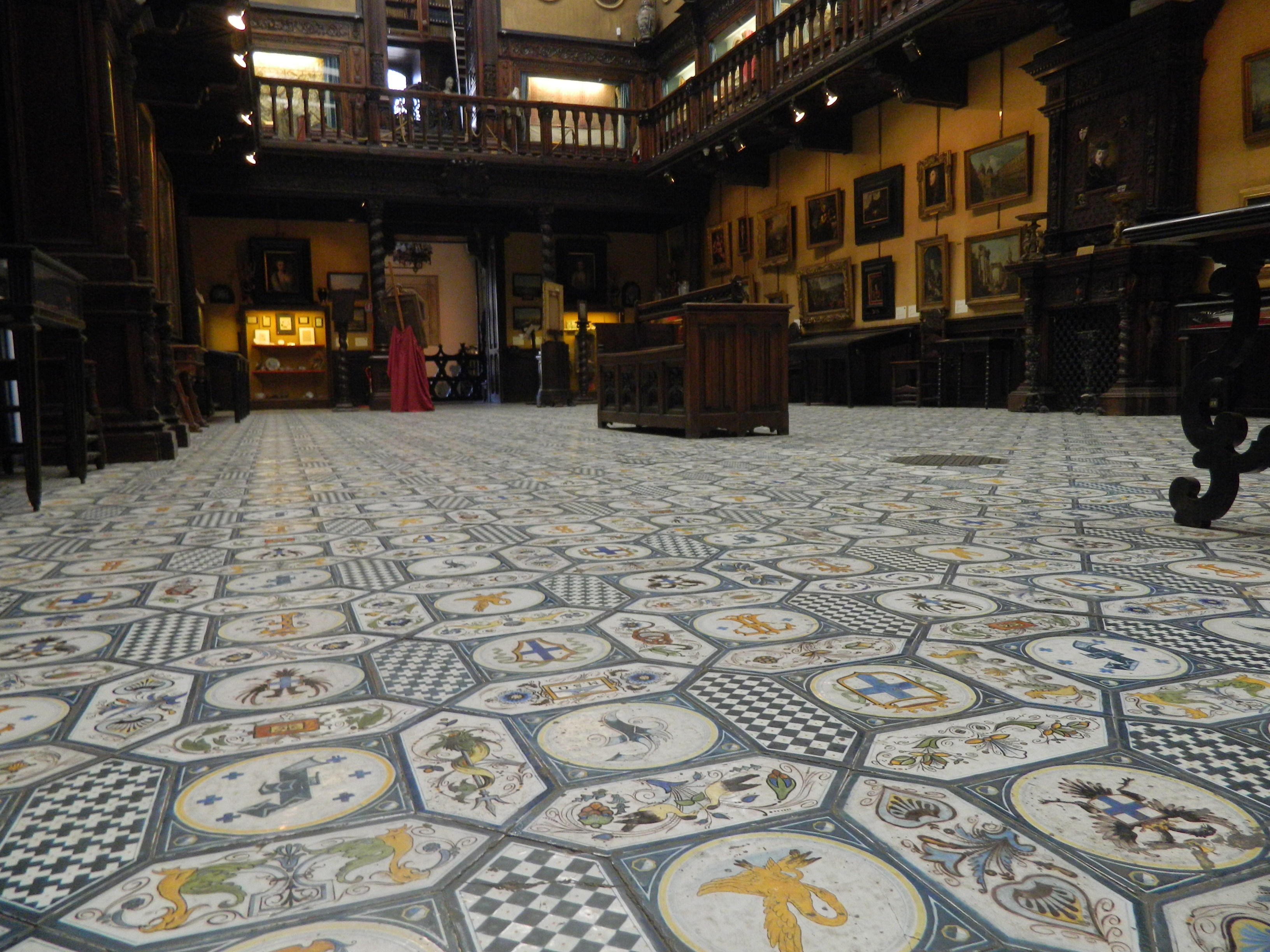
Vista della sala Agata con in primo piano il particolare del pavimento maiolicato

La facciata è impostata su tre livelli: il basamento, livellato sul piano stradale pendente grazie all'utilizzo di uno zoccolo in muratura, il pianterreno con bugne rustiche e il piano nobile con bugne lisce. Il portale marmoreo posto al centro rende la facciata simmetrica; esso conserva inoltre il portone ligneo recante gli stemmi della famiglia Filangieri. Le finestre ai suoi lati sono poste a pendenza diversa e hanno tutte cornici in piperno. Al piano nobile ci sono cinque aperture rettangolari, anch'esse in piperno, che hanno la forma di una croce guelfa tardogotica; ai lati degli spigoli alti della facciata principale sono collocati infine due scudi marmorei recanti, quello di sinistra, lo stemma dei Filangieri, mentre quello di destra, lo stemma di Alfonso duca di Calabria.
L'interno vede sul pian terreno l'apertura di un'unica sala divisa in tre campate; queste presentano le volte a vela con archi in piperno che cadono su otto pilastri ottagonali addossati alle pareti. Il pavimento è anch'esso in quadroni di piperno mentre le volte sono decorate con mosaici floreali su fondo oro con incisi alcuni nomi di illustri personalità del ramo Filangieri, al centro delle quali è un'aquila reggente lo scudo nobiliare.
Sulla parete di fondo di sinistra è posta una scala a chiocciola sempre in piperno che porta al piano nobile, occupato per lo più dalla grande sala Agata, che prende il nome da Agata Moncada di Paternò, principessa di Satriano, nonché madre di Gaetano Filangieri junior. La notevole pavimentazione maiolicata ottocentesca che caratterizza la sala deriva invece dalla manifattura del museo artistico industriale di Napoli, di cui il Filangieri è stato il fondatore, e presenta decorazioni con stemmi, scudi, armi e simboli del casato. Una rampa lignea intarsiata sul fondo della sala conduce infine al passaggio pensile soprastante, dal quale è possibile raggiungere la storica biblioteca privata con mobilia in legno di noce.

## Museo civico Gaetano Filangieri
Il museo fu creato e inaugurato nel 1888 per volere di Gaetano Filangieri che nel salvare il palazzo dalla distruzione per via del progetto di ampliamento di via Duomo, si sobbarcò le spese di "smontaggio" e "rimontaggio" dello stabile innalzandolo 20 metri più dietro rispetto alla posizione originaria, con lo scopo quindi di utilizzare la nuova struttura come sede di esposizione della propria collezione d'arte privata.
Durante la seconda guerra mondiale gran parte dei reperti museali furono messi al riparo in una villa a San Paolo Bel Sito; tuttavia questa subì ingenti danni dovuti ad un incendio appiccato dai tedeschi in ritirata, con la conseguente perdita di gran parte della collezione. Dopo la riapertura avvenuta nel 1948 il museo ricevette numerose donazioni private che hanno consentito un arricchimento dell'intero catalogo, che di fatto si componeva in quel momento dei solo pezzi originari superstiti.
Dopo anni di chiusura, il museo è stato riaperto stabilmente nel 2012; esso consiste nell'esposizione di arti applicate, sculture, pitture e libri antichi.